# Tamping
Tamping is een bestuurslaag in het regentschap Aceh Barat van de provincie Atjeh, Indonesië. Tamping telt 193 inwoners (volkstelling 2010).